# كأس ألمانيا 1958–59
كأس ألمانيا 1958–59 (بالألمانية: DFB-Pokal 1958/59)‏ هو الموسم 16 من كأس ألمانيا. أشرف على تنظيمه اتحاد ألمانيا لكرة القدم، وكان عدد الأندية المشاركة فيه 4، وفاز فيه شفارز فيس إسين.